# Regionalwahl in Friaul-Julisch Venetien 1983
Die Regionalwahl in Friaul-Julisch Venetien 1983 fand am 26. und 27. Juni statt.

## Wahlergebnis
| Listen            | Listen                                                 | Stimmen   | %    | Mandate |
| ----------------- | ------------------------------------------------------ | --------- | ---- | ------- |
|                   | Democrazia Cristiana                                   | 290.714   | 34,2 | 23      |
|                   | Partito Comunista Italiano                             | 184.492   | 21,7 | 14      |
|                   | Partito Socialista Italiano                            | 96.078    | 11,3 | 7       |
|                   | Lista per Trieste                                      | 48.505    | 5,7  | 4       |
|                   | Partito Socialista Democratico Italiano                | 48.342    | 5,7  | 3       |
|                   | Movimento Sociale Italiano – Destra Nazionale          | 46.317    | 5,5  | 3       |
|                   | Partito Repubblicano Italiano                          | 39.812    | 4,7  | 3       |
|                   | Movimento Friuli                                       | 36.820    | 4,3  | 2       |
|                   | Partito Liberale Italiano                              | 18.431    | 2,2  | 1       |
|                   | Democrazia Proletaria                                  | 12.903    | 1,5  | 1       |
|                   | Slovenska Skupnost                                     | 10.467    | 1,2  | 1       |
|                   | Movimento Indipendentista Territorio Libero di Trieste | 3.816     | 0,4  | –       |
|                   | Sonstige                                               | 12.679    | 1,5  | –       |
| Gesamt            | Gesamt                                                 | 849.376   | 100  | 62      |
|                   |                                                        |           |      |         |
| Ungültige Stimmen | Ungültige Stimmen                                      | 57.347    | 6,3  |         |
| Wähler            | Wähler                                                 | 906.723   | 88,7 |         |
| Wahlberechtigte   | Wahlberechtigte                                        | 1.022.797 |      |         |